# 3e eeuw
De 3e eeuw was de periode van 201 tot 300 in de christelijke/gangbare jaartelling.
In deze eeuw was er een crisis in het Romeinse Keizerrijk, wat het begin van de late oudheid betekende. In Perzië werd het Parthische Rijk opgevolgd door het Sassanidische Rijk.
In India werd het Kushanrijk vervangen door het Guptarijk. China was in de periode van de Drie Koninkrijken. Korea werd geregeerd door de drie koninkrijken van Korea. In Japan begon de Kofunperiode.
Rond deze tijd in Sub-Saharisch Afrika, bereikten de Bantoevolken Zuidelijk Afrika.
In precolumbiaans Amerika begon voor de Mayacultuur hun klassieke periode.

## Gebeurtenissen en ontwikkelingen
Romeinse Rijk

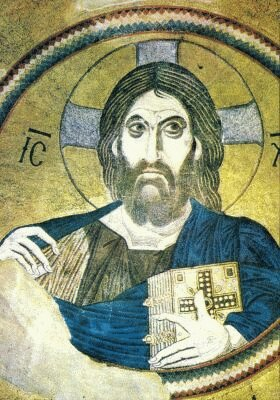
Uitbreiding van het christendom

- De crisis van de derde eeuw is een periode van onrust en onderlinge strijd in het Romeinse Rijk van ongeveer 235 tot 268 na Christus. De periode wordt gekenmerkt door burgeroorlogen en een groot aantal keizers, vaak legercommandanten die door hun opstandige legioenen tot keizer worden uitgeroepen, de zogenaamde soldatenkeizers. Vanaf 260 valt het rijk tijdelijk uiteen.

De denarius heeft door hyperinflatie bijna geen waarde meer, waardoor veel handel verwordt tot ruilhandel.
Een van de meest diepgaande en blijvende effecten van de crisis is de verstoring van het uitgebreide interne Romeinse handelsnetwerk.
- Het Edict van Gallienus behelst onder andere dat er voortaan tolerantie tegenover de christenen moet worden betracht. Dit betekent voor hen een periode van rust die tot 302 zal duren. In deze veertig jaar kan de Kerk zich in vrijheid organiseren en uitbreiden.
- Hervorming door keizers: Romeinse Rijk wordt toenemend een strenggeregelde dictatuur.
- Tijdens de crisis van het Romeinse Rijk ondernemen de Goten herhaaldelijk plundertochten op Romeins grondgebied. Ook zijn er regelmatig invallen van Germaanse stammen.
- Lugdunum wordt als hoofdplaats van het noordwestelijke deel van het rijk overvleugeld door Augusta Treverorum (het huidige Trier).

Europa
- Ten oosten van de Rijn ontstaan weer versterkte Germaanse nederzettingen.
- De Romeinen leggen aan weerszijden van de Noordzee en Het Kanaal de Litus Saxonicum aan, gordels van kustforten tegen de Saksen.

China
- Het Chinese Keizerrijk valt rond 220 uiteen in drie koninkrijken, die in 280 (tijdelijk) weer worden herenigd.
- Stichting van de Jin-dynastie (265-420).

Godsdienst en ethiek
- Lucius trekt door de Alpen en bekeert velen tot het christendom.
- Ontwikkeling en snelle groei van het Manicheïsme, een eerste synthese van de wereldgodsdiensten Christendom, Boeddhisme en Zoroaster.
- Antonius van Egypte geeft na de dood van zijn ouders alle bezittingen aan de armen en trekt zich in eenzaamheid in de woestijn van Scetis terug. Later voegen andere christenen zich bij hem en vormen een van de eerste gemeenschappen van monniken.
- De Syrisch-Griekse denker Porfirios geeft een ethisch-filosofische onderbouwing van het vegetarisme in zijn Over de onthouding van dierlijk voedsel.

## Belangrijke personen van de 3e eeuw
- Clemens van Alexandrië, christelijk hoofd van de Catechetenschool van Alexandrië.
- Paus Cornelius, bisschop van Rome.
- Cyprianus, bisschop van Carthago.
- Diocletianus, Romeins keizer.
- Diophantus, schrijver van Arithmetika.
- Tegenpaus Hippolytus, wordt beschouwd als de eerste tegenpaus.
- Liu Hui, Chinees wiskundige.
- Mani, stichter van het manicheïsme.
- Origenes, christelijk theoloog en priester.
- Pappos van Alexandrië, Grieks wiskundige.
- Plotinus, stichter van het neoplatonisme.
- Tertullianus, christelijk theoloog, vader van de christelijke Latijnse literatuur.
- Zhuge Liang, staat bekend als een van de grootste strategen tijdens de periode van de Drie Koninkrijken.
- Liu Bei, stichtende keizer van het Koninkrijk Shu.
- Cao Cao, stichtende keizer van het Koninkrijk Wei.

<< · 200-209 · 210-219 · 220-229 · 230-239 · 240-249 · 250-259 · 260-269 · 270-279 · 280-289 · 290-299 · >>
<< · 1e · 2e · 3e · 4e · 5e · 6e · 7e · 8e · 9e · 10e · >>